# Federico Longás
Federico Longás Torres (también figura en catalán como Frederic Longàs i Torres; Barcelona, 18 de agosto de 1897- Santiago de Chile, 17 de junio de 1968) fue un pianista y compositor español.

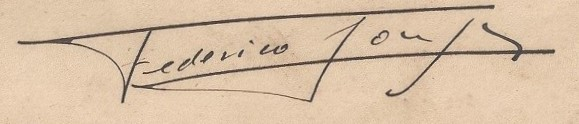
Firma.

## Biografía
Estudió piano con Joaquín Malats y Enrique Granados, convirtiéndose en un pianista reconocido internacionalmente a través de sus giras artísticas. En 1919 abjuró de la fe protestante para convertirse en católico. Se casó en primeras nupcias con Clotilde Huberti Sargatal (1901 hasta 1929), quien era alumna de piano de la Escuela Vidiella de Barcelona. Tras la muerte repentina de su mujer, se casó en segundas nupcias con la cantante madrileña Margarita Salvi, de nombre real Margarita Iglesias Escuder (1897-1981), con la que vivió un tiempo en París. Acompañó en numerosas ocasiones a la soprano Conxita Badia. A partir de 1940 y tras la guerra civil se estableció en Estados Unidos y años más tarde fijó su residencia en Santiago de Chile, ciudad en la que murió. Su obra incluye diferentes piezas para piano, un concierto para piano y orquesta, un concierto para violín y orquesta, y una serie de piezas populares como la Cançó de Traginers, con letra de Josep Maria de Sagarra, donde queda patente su maestría y conocimiento de los clásicos de la música catalanes, Bolero rítmico, Una cançó teiseire, o Muñequita, La linda y El piropo, que se encuentran entre las más conocidas.